# Il destino di un uomo (film)
Il destino di un uomo (Sud' ba čeloveka) è un film del 1959 diretto da Sergej Bondarčuk.

## Riconoscimenti
- 1959 - Festival di Mosca
  - Gran Premio